# Травино (Вологодская область)
Травино — деревня в Никольском районе Вологодской области.
Входит в состав Байдаровского сельского поселения, с точки зрения административно-территориального деления — в Байдаровский сельсовет.
Расстояние по автодороге до районного центра Никольска — 18 км, до центра муниципального образования Байдарово — 2 км. Ближайшие населённые пункты — Большой Двор, Ковырцево, Байдарово.
По переписи 2002 года население — 115 человек (54 мужчины, 61 женщина). Преобладающая национальность — русские (99 %).